# عبد الواحد بن يحيى بن منصور
عبد الواحد بن يحيى بن منصور، والمعروف باسم خُوط عَبْد الواحد والي مصر العباسي سنة من عام 236 هـ/ 851م حتى 238 هـ/ 852م. 

## سيرته
كان عبد الواحد من نسل رزيق الخزاعي. تولى عبد الواحد إمرة مصر من قبل أبي جعفر محمد المنتصر بالله ولي عهد أبي الفضل جعفر المتوكل على الله، فقدِمها يوم الأربعاء 23 ذي القعدة سنة 236 هـ، فجعل عَلَى شُرَطه محمد بْن سُلَيْمَان بْن غالب بْن جِبْرِيل البَجَليّ، ثمَّ صُرف خُوط عَنْ خَراجها يوم الثلاثاء 7 صفر سنة 237 هـ، وأُقرّ عَلَى الصلاة، وورد كتاب المُتوكِّل، والمنتصِر يوم الأربعاء 2 ربيع الأوَّل سنة 237 هـ، فأخذ بني عَبْد الحكَم وزكَرِيَّاء كاتب العُمَريّ، وحَمزة بْن المُغِيرة، ويزيد بْن سِنان فِي أموال الجَرَويّ، فحُبسوا فيها مَعَ اللصوص وتتُبِّعت أموالهم، ونُهبت منازلهم. وورد كتاب المُتوكِّل بإطلاقهم فِي رجب، فأطلقهم خُوط، فولِيَها إلى صفر سنة 238 هـ، فعُزل وولى عنبسة بن إسحق، وقدم خليفة عنبسة عَلَى صلاتها، والشركة فِي الخَراج مستهلّ ربيع الأول سنة 238 هـ.